# Пустозеров, Алексей Сергеевич
Алексей Сергеевич Пустозеров (21 сентября 1988 года, Севастополь, СССР) — российский футболист, полузащитник.

## Карьера
Воспитанник клуба «Лада (Тольятти)». За родную команду отыграл 100 матчей, забив при этом 9 мячей и сделав множество результативных передач. Вписал свое имя в историю клуба, забив юбилейный 1500-й гол ФК «Лада-Тольятти». По итогам сезона 2014/2015 стал лидером команды по системе гол+пас, за что получил приглашение от команды ФНЛ ФК «Тюмень».
Играя за ФК «Тюмень», также сумел преодолеть отметку в 100 сыгранных матчей.
Зимой 2018 года заключил контракт с командой «Волгарь» из Астрахани. Команда по спортивному принципу сумела сохранить прописку в ФНЛ, но по финансовым причинам была вынуждена сняться с первенства и отправиться дивизионом ниже.
Летом 2018 года перебрался в Армению, где заключил контракт с переехавшей из России командой «Арарат-Армения». Дебют в Высшей лиге состоялся 4 августа в матче первого тура против «Лори» (2:0). За армянский клуб отыграл 31 матч и по итогам сезона стал чемпионом Армении в составе ФК «Арарат-Армения».
Летом 2019 года подписал контракт с белорусским клубом «Слуцк». По итогам сезона «Слуцк» сумел сохранить прописку в Высшей лиге и в декабре 2019 года россиянин расторг контракт с клубом.
В марте 2020 года заключил контракт с казахстанским «Атырау». При участии Пустозерова команда по итогам сезона стала чемпионом первой лиги и сумела вернуть себе прописку в высшем дивизионе.
7 апреля 2021 года полузащитник вернулся в чемпионат Белоруссии перейдя в стан бобруйской «Белшины». Отыграл за коллектив из Бобруйска 12 матчей, в которых успел отличиться 3 забитыми мячами и несколькими голевыми передачами.
Летом получил предложение от вернувшегося к профессиональному статусу футбольного клуба «Саранск» из столицы Мордовии. 6 августа заключил контракт и 11 августа дебютировал в Кубке России против ульяновской «Волги». С сезона 2022/23 — в ФК «Калуга».

## Достижения
- Чемпион Армении: 2018/19
- Чемпион первой лиги Казахстана 2020